# NGC 4117
NGC 4117 é uma galáxia lenticular (S0) localizada na direcção da constelação de Canes Venatici. Possui uma declinação de +43° 07' 35" e uma ascensão recta de 12 horas, 07 minutos e 46,1 segundos.
A galáxia NGC 4117 foi descoberta em 6 de Fevereiro de 1788 por William Herschel.